# Isa ibn Musa
Xaykh-ad-Dawla Abu-Mussa Issa ibn Mussa al-Abbassí (àrab: شيخُ الدَّولة أبو موسى عيسى بن موسى العبَّاسي, Xayẖ ad-Dawla Abū Mūsà ʿIsà b. Musà al-ʿAbbāsī) fou un príncep abbàssida, nebot del primer califa as-Saffah, que el va designar com a segon hereu, darrere del seu germà Abu-Jàfar al-Mansur.
Aquest va pujar al tron el 754, quan Issa era governador de Kufa, càrrec que va conservar fins al 764/765. El 758/759 el fill d'al-Mansur, Abu-Abd-Al·lah Muhàmmad, que després esdevindria califa amb el nom d'al-Mahdí, amb uns 15 anys, fou designat hereu de l'hereu Issa ibn Mussa. D'acord amb les decisions d'as-Saffah, el successor d'al-Mansur havia de ser Issa ibn Mussa, però al-Mansur tenia un altre propòsit i des del començament del seu regnat va maniobrar per imposar la successió en el seu fill Muhàmmad.
Issa va destacar en la repressió del moviment rebel alida encapçalat per Muhàmmad an-Nafs az-Zakiyya i el seu germà Ibrahim ibn Abd-Al·lah, el 762, tant a Medina com a Bàssora, que va acabar amb la mort dels dos germans rebels el desembre del 762 i el febrer del 763 a la batalla de Bakhamra.
El 764 la pressió de les tropes del Gran Khorasan establertes a l'Iraq, i del mateix califa al-Mansur, van obligar Issa ibn Mussa a renunciar a la successió i reconèixer Abu-Abd-Al·lah Muhàmmad com a hereu presumpte.
Fou pare d'al-Abbàs ibn Issa, que fou agent d'al-Mamun a Bagdad durant la guerra civil.